# Apus
Apus o el Ave del Paraíso es una constelación del sur. Aparece por primera vez en Uranometría de Johann Bayer (año 1603), pero pudo haber sido usada por navegantes con anterioridad. Representa a un ave del paraíso y en griego apus significa «sin pies», pues se creía popularmente que estas aves carecían de patas.

## Características destacables

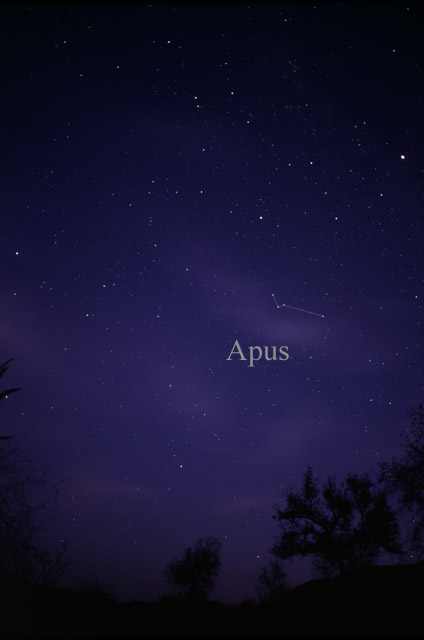
Constelación de Apus

Las cinco estrellas más brillantes de Apus presentan un color rojizo. La más brillante, α Apodis, es una gigante naranja de tipo espectral K3IIICN0.5 cuyo radio estimado es 57 veces más grande que el radio solar. Le sigue en brillo γ Apodis, gigante de tipo G9III de características muy parecidas a Vindemiatrix (ε Virginis).
β Apodis —tercera estrella en cuanto a brillo—, es también una gigante naranja de tipo K0III con una temperatura superficial de 4677 K. No es comparable a α Apodis, ya que su radio es 11 veces mayor que el radio solar y su luminosidad, 52 veces la del Sol, equivale a 1/14 de la de α Apodis.
Otras gigantes naranjas en esta constelación son ζ Apodis, δ2 Apodis y R Apodis; esta última, de tipo espectral K4III, no es variable en absoluto pese a su denominación R de estrella variable. Por su parte, δ1 Apodis, gigante roja de tipo M4III, posee un radio —calculado a partir de la medida de su diámetro angular— 138 veces más grande que el del Sol.
NN Apodis es una variable Alfa2 Canum Venaticorum y una estrella químicamente peculiar —catalogada como Ap(SiCrFe)— que muestra una notable sobreabundancia de silicio, hierro, cromo y titanio, así como un empobrecimiento de helio, calcio y magnesio.
La única estrella con nombre propio, Karaka (HD 137388), es una enana naranja de tipo K0/K1V a cuyo alrededor orbita un planeta extrasolar a una distancia de 0,89 ua.
Otra estrella con planetas —tres en este caso, a 0,10, 0,30 y 1,16 ua— es HD 134606, subgigante amarilla de tipo G6V.
Los dos objetos de cielo profundo más prominentes de Apus son los cúmulos globulares NGC 6101 e IC 4499. El primero, distante 47 000 años luz, tiene una antigüedad estimada de 13 000 millones de años y es pobre en metales ([Fe/H] = -1,98). Por su parte, IC 4499 es un cúmulo disperso situado en el halo medio-exterior de la Vía Láctea distante 61 500 años luz del sistema solar.

## Estrellas principales
- α Apodis, la estrella más brillante de la constelación con magnitud 3,83, una gigante naranja a 411 años luz.
- β Apodis, también gigante naranja de magnitud 4,23, la tercera estrella más brillante de Apus. Una posible compañera de magnitud 12 se encuentra a 85 segundos de arco.
- γ Apodis, la segunda estrella más brillante en la constelación con magnitud 3,89, una gigante amarillo-naranja a 160 años luz.
- δ Apodis, denominación compartida por dos estrellas distintas: δ1 Apodis, gigante roja y variable irregular, y δ2 Apodis, gigante naranja.
- ε Apodis, estrella Be de magnitud 5,05.
- θ Apodis, gigante roja y variable semirregular, cuyo brillo oscila entre magnitud 6,4 y 8,6 en un período de 119 días.

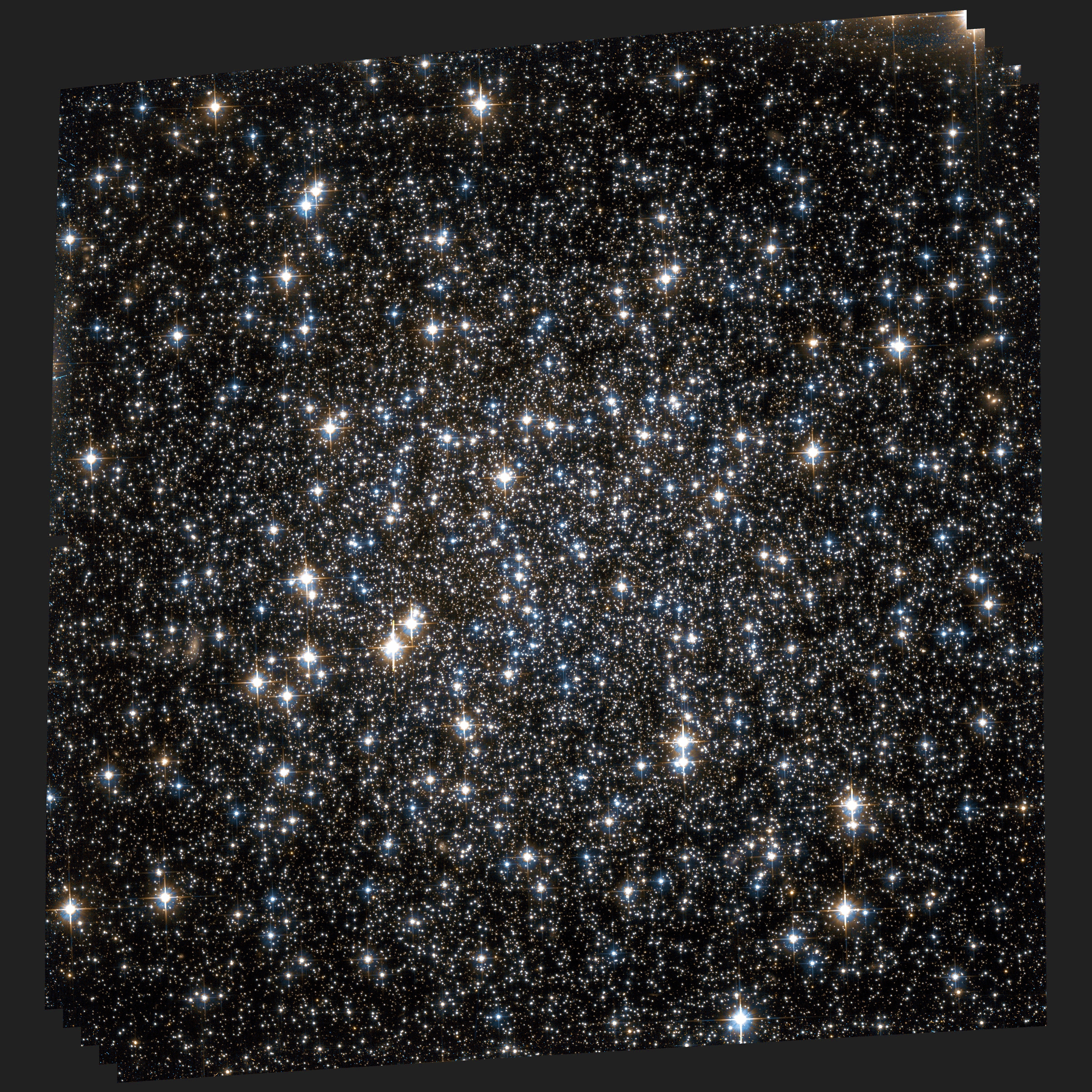
Imagen de NGC 6101 obtenida con el telescopio espacial Hubble

- R Apodis, aunque lleva la denominación de variable R, actualmente se piensa que no es una estrella variable. Su magnitud es 5,37.
- NN Apodis, estrella químicamente peculiar de magnitud 6,80 que tiene un campo magnético muy intenso.
- NO Apodis, gigante roja y variable semirregular, cuyo brillo varía entre magnitud 5,71 y 5,95.
- Gliese 637, enana roja de baja metalicidad.

## Objetos de cielo profundo
- NGC 6101. AR: 16h 25m 48.0s Dec: -72°12'00" (Época 2000). Cúmulo globular débil, 7º al norte de γ Apodis.
- IGC 4499, cúmulo globular a 61 500 años luz de distancia de muy difícil observación.

## Mitología
Apus se refiere al ave del paraíso que se conoció como Ave de la India. Otros indican que proviene del griego apous que significa "sin pies", haciendo referencia al mito griego sobre pájaros que parecían no tener patas durante el vuelo.